# Jan Krejčí (politik)
Jan Krejčí, plným jménem Jan Jiří Krejčí (7. března 1883 Hrazany – 28. června 1952 Hrazany), byl československý politik, poslanec a meziválečný senátor Národního shromáždění za Československou stranu lidovou.

## Biografie
Politicky se angažoval již od roku 1903. Patřil k aktivistům Sdružení českých katolických zemědělců pro Království české, od roku 1919 byl členem ČSL. V letech 1919–1926 zastával post starosty obce Hrazany. Činný byl též literárně. Psal povídky do katolických časopisů.
V parlamentních volbách v roce 1925 získal mandát v Národním shromáždění. Podle údajů k roku 1925 byl profesí rolníkem a starostou v Hrazanech. V domovské obci se zasloužil o zbudování kaple.
Později přestoupil do horní komory parlamentu. V parlamentních volbách v roce 1929 získal za lidovce senátorské křeslo v Národním shromáždění. Mandát obhájil v parlamentních volbách v roce 1935. V senátu setrval až do jeho zrušení roku 1939, přičemž ještě krátce předtím, v prosinci 1938, přestoupil do nově zřízené Strany národní jednoty.
Jan Krejčí je otcem římskokatolického kněze, biblisty a pedagoga Josefa Krejčího.